# Tatra T5B6
Tatra T5B6 – typ prototypowego tramwaju wyprodukowanego w dwóch egzemplarzach w roku 1976 w zakładach ČKD w Pradze w Czechosłowacji.

## Konstrukcja
Tramwaj T5 był pierwszą konstrukcją praskich zakładów, która odchodziła od stosowanej w poprzednich seriach (T1, T2, T3, T4) specyfikacji wozów PCC. T5B6 to jednoczłonowy, jednokierunkowy tramwaj, wyposażony w troje harmonijkowych drzwi. Pudło osadzone jest na dwóch dwuosiowych wózkach pędnych. Silnik wyposażono w układ tyrystorowy TV2. Wóz nie posiada niskiej podłogi. Wewnątrz ustawiono pikowe siedzenia w układzie 2+1.

## Eksploatacja
Wyprodukowano dwa prototypy w roku 1976. Testowane były początkowo w Pradze pod nr. 8009 i 8010, a następnie ze względu na dużą szerokość wagonów testowanie przeniesiono do Mostu i Litvínova. W 1978 r. wozy przetransportowano do Tweru w ówczesnym ZSRR, ale ze względu na dużą awaryjność wróciły do Mostu, gdzie pod numerami taborowymi 272 i 273 eksploatowane były do roku 1990, kiedy zostały wycofane. W 1996 r. z okazji jubileuszu 95 lat tramwajów w Moście wagon nr 273 odrestaurowano i przekwalifikowano na historyczny, a 272 zlikwidowano, przeznaczając niektóre elementy wyposażenia na potrzeby wozu 273. Wagon historyczny uczestniczy w przejazdach okolicznościowych.